# Karl Christian Vogel von Vogelstein
Karl Christian Vogel von Vogelstein (ur. 26 czerwca 1788 w Wildenfels, Saksonia, zm. 4 marca 1868 w Monachium), malarz niemiecki, uczeń swego ojca, malarza Christiana Leberechta Vogela. W latach 1820–1853 profesor Akademii Sztuk Pięknych w Dreźnie. Znany z malarstwa portretowego, pejzażowego i o tematyce religijnej.